# شقراق ملوقي
شقراق ملوقي (الاسم العلمي:Coracias spatulatus) (بالإنجليزية: Racket-tailed Roller)‏ هي نوع من الطيور يتبع جنس الشقراق من فصيلة الشقراقية.